# Первомайский сельсовет (Минераловодский район)
Первома́йский сельсове́т — упразднённое муниципальное образование в составе Минераловодского района Ставропольского края Российской Федерации.
Административный центр — посёлок Первомайский.

## География
Территория Первомайского сельсовета располагалась в юго-восточной части Минераловодского района. Рельеф местности среднеравнинный с возвышением, отдельно стоящей горой Кинжал — северного подножья Кавказского хребта. Рельеф прорезан каналом Широкий и руслами рек Кума и Суркуль. Площадь территории муниципального образования составляла 14381 га.

## История
- 1981 год — был образован Первомайский сельсовет путём выделения из состава Левокумского сельсовета Минераловодского района[4].
- Законом Ставропольского края от 28 мая 2015 года № 51-кз[2], все муниципальные образования, входящие в состав Минераловодского муниципального района Ставропольского края (Минераловодского территориального муниципального образования Ставропольского края) — городские поселения Минеральные Воды, посёлок Анджиевский, сельские поселения Гражданский сельсовет, село Греческое, Левокумский сельсовет, Ленинский сельсовет, Марьино-Колодцевский сельсовет, село Нагутское, Нижнеалександровский сельсовет, Первомайский сельсовет, Перевальненский сельсовет, Побегайловский сельсовет, Прикумский сельсовет, Розовский сельсовет и Ульяновский сельсовет были преобразованы, путём их объединения, в Минераловодский городской округ.

## Население
| 1989 | 2002  | 2010  | 2011  | 2012  | 2013  | 2014  | 2015  |
| ---- | ----- | ----- | ----- | ----- | ----- | ----- | ----- |
| 5122 | ↗5552 | ↗6484 | ↘6474 | ↗6561 | ↗6588 | ↗6721 | ↗6743 |

## Национальный состав
- русские — 82 %
- ногайцы — 4 %
- армяне — 4 %
- другие — 10 %[4].

## Состав сельского поселения
До упразднения Первомайского сельсовета в состав его территории входили 3 населённых пункта:
| № | Населённый пункт | Тип населённого пункта          | Население |
| - | ---------------- | ------------------------------- | --------- |
| 1 | Загорский        | посёлок                         | ↘1596     |
| 2 | Первомайский     | посёлок, административный центр | ↗4588     |
| 3 | Славянский       | хутор                           | ↗1000     |

## Органы власти
Представительный орган — Дума Первомайского сельсовета Минераловодского района Ставропольского края — состоял из 10 депутатов, избираемых на муниципальных выборах по одномандатный избирательным округам. Исполнительный орган — администрация Первомайского сельсовета Минераловодского района Ставропольского края.